# Fever Pitch Soccer
Fever Pitch Soccer (Head-On Soccer aux États-Unis) est un jeu vidéo de football sorti en 1995 sur Jaguar, Mega Drive et Super Nintendo. Le jeu a été développé et édité par U.S. Gold sur Mega Drive et Super Nintendo ; tandis qu'Atari a assuré l'édition du jeu sur la console Jaguar.